# Hogar

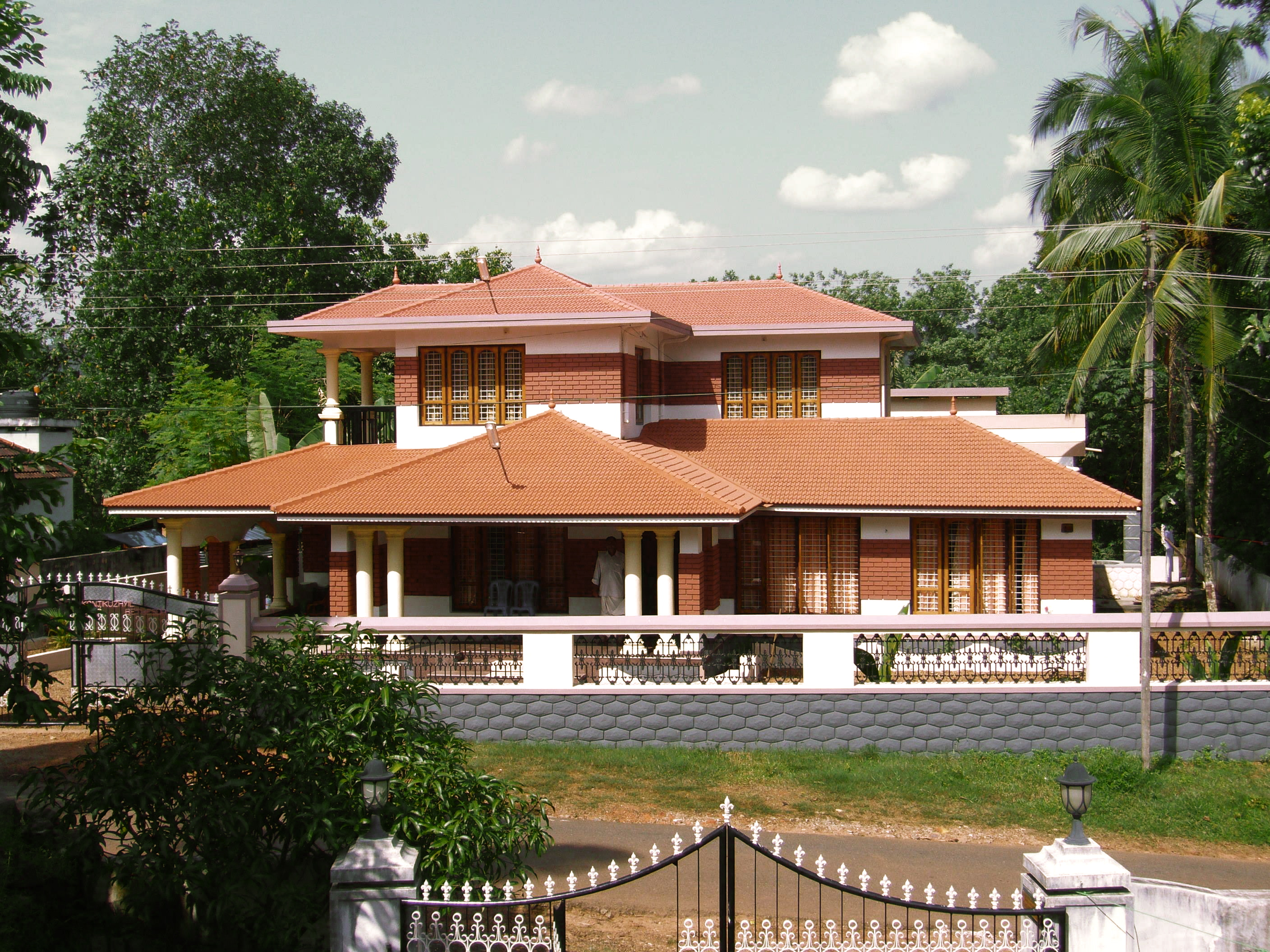
Casa en India.

La palabra hogar se usa para designar a un lugar donde una persona o grupo de personas habita, creando en ellas la sensación de seguridad y calma. En esta sensación se diferencia del concepto de casa, que sencillamente se refiere a la vivienda física. La palabra «hogar» proviene del lugar donde se encendía el fuego, a cuyo alrededor se reunía la familia para calentarse y alimentarse. Se aplica también a todas aquellas instituciones residenciales que buscan crear un ambiente hogareño, por ejemplo: hogares de retiros, hogares de crianza, etc. En demografía, el hogar se concibe como una célula socioeconómica que se utiliza frecuentemente como unidad estadística y se define en función de la manera en que las personas subvienen a sus necesidades alimenticias y a otras necesidades vitales.

## Etimología
El término hogar tiene una etimología curiosa, derivado del latín tardío *focare «hogar» (como lugar en la casa donde se prepara la hoguera) que luego viene extendido a referirse a la casa misma o a la familia que habita en ella. A su vez, *focare deriva de focus, que viene de la raíz indoeuropea bʰeh₂- «brillar» (no debe confundirse con aquella también escrita *bha- «hablar») emparentado en griego con φῶς (originariamente φάFος) gen. φωτός «fôs, fotós» – «luz» y con φαίνω phaíno – «mostrar, traer a la luz».  En el germano occidental se encuentra *bauknan – «faro», de donde proviene la palabra inglesa «beacon».